# Bistum Coxim
Das Bistum Coxim (lat.: Dioecesis Coxinensis) ist eine in Brasilien gelegene römisch-katholische Diözese mit Sitz in Coxim im Bundesstaat Mato Grosso do Sul.

## Geschichte
Das Bistum Coxim wurde am 3. Januar 1978 durch Papst Paul VI. aus Gebietsabtretungen des Bistums Campo Grande als Territorialprälatur Coxim errichtet und dem Erzbistum Cuiabá als Suffraganbistum unterstellt. Die Territorialprälatur Coxim wurde am 27. November 1978 dem Erzbistum Campo Grande als Suffraganbistum unterstellt. Am 13. November 2002 wurde die Territorialprälatur Coxim zum Bistum erhoben.

## Ordinarien

### Prälaten von Coxim
- Clóvis Frainer OFMCap, 1978–1985, dann Erzbischof von Manaus
- Ângelo Domingos Salvador OFMCap, 1986–1991, dann Bischof von Cachoeira do Sul
- Osório Bebber OFMCap, 1992–1999, dann Bischof von Joaçaba
- Antonino Migliore, 2000–2002

### Bischöfe von Coxim
- Antonino Migliore, 2002–2022
- Otair Nicoletti, seit 2022